# Sciapus sordidus
Sciapus sordidus är en tvåvingeart som först beskrevs av Octave Parent 1928.  Sciapus sordidus ingår i släktet Sciapus och familjen styltflugor. Inga underarter finns listade i Catalogue of Life.